# Кумак (Ясненський міський округ)
Кума́к (рос. Кумак) — селище у складі Ясненського міського округу Оренбурзької області, Росія.

## Населення
Населення — 301 особа (2010; 511 у 2002).
Національний склад (станом на 2002 рік):
- росіяни — 34 %
- казахи — 26 %